# Wola Duża (powiat biłgorajski)

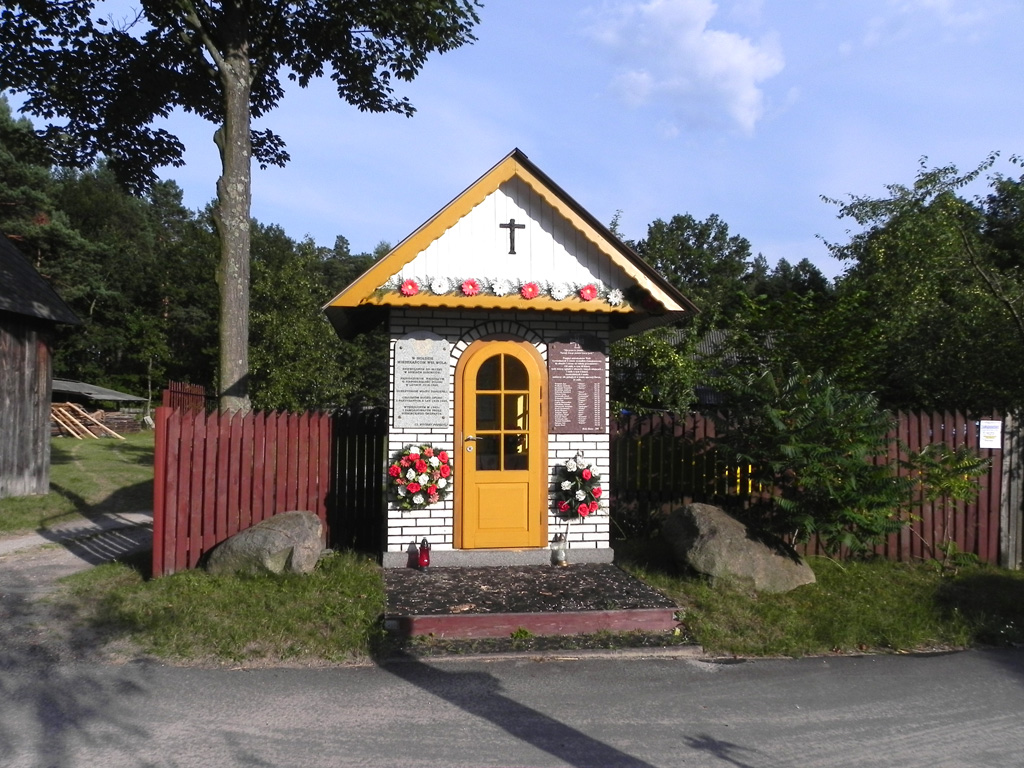
Kapliczka

Wola Duża – wieś w Polsce położona w województwie lubelskim, w powiecie biłgorajskim, w gminie Biłgoraj. Założona na przełomie XVII i XVIII w. w dobrach biłgorajskich, dawniej zwana Dobrą Wolą.
W latach 1975–1998 miejscowość należała administracyjnie do województwa zamojskiego. 
Wieś wchodzi w skład sołectwa Wola Duża, Wola Mała, Teodorówka w gminie Biłgoraj. Według Narodowego Spisu Powszechnego z roku 2011 wieś liczyła 426 mieszkańców i była jedenastą co do wielkości miejscowością gminy.

## Części wsi
| SIMC    | Nazwa    | Rodzaj    |
| ------- | -------- | --------- |
| 0886417 | Maziarze | część wsi |

## Położenie
Wieś leży w otoczeniu lasów. Od strony wschodniej sąsiaduje z Roztoczem Środkowym. Usytuowana jest przy trasie Biłgoraj – Zwierzyniec – Zamość, przez miejscowość przebiega także trasa linii kolejowej – Linia Hutnicza Szerokotorowa (LHS). Dawniej Wolę Dużą z Biłgorajem łączyła trasa kolei wąskotorowej, która została usunięta po wybudowaniu LHS w 1976 roku. Od Biłgoraja wioskę dzieli dystans 4 km, od Zamościa 50 km, a od Lublina 100 km. Wola Duża leży na granicy strefy ochronnej Roztoczańskiego Parku Narodowego. Wieś ciągnie się przez około 3,5 km, a następnie przechodzi w wieś Wolę Małą.

## Informacje ogólne
Na terenie miejscowości znajduje się dawny ośrodek wczasowy i rekreacyjny z letnim amfiteatrem. Dawniej przyjeżdżały tu kolonie i wycieczki, natomiast obecnie służy głównie jako miejsce do organizowania koncertów, festynów i innych form rozrywek, jak np. przeglądy chórów i kapel, zloty motocyklowe (Ogólnopolski Zlot Motocyklowy ROZTOCZE), czy też wybory Miss Lubelszczyzny. Występowali tu m.in. Kazik Staszewski, Tadeusz Drozda, Marcin Daniec, Urszula, zespół Perfect, Anna Maria Jopek, bracia Cugowscy, Kate Ryan, Łzy, Blue Cafe, Ivan i Delfin.
Coraz więcej osób z miast (przeważnie z Biłgoraja), buduje w wiosce domki letniskowe, a także przyjeżdża na weekendowe odpoczynki. Czyste, wolne od skażeń powietrze, grzyby, jagody, dominujące tu cisza i spokój, nieskażona przyroda i bardzo czyste lasy zachęcają do wypoczynku. Miejscem gdzie zachowała się dziewicza przyroda jest mały obszar leśny nazywany Źródełkami. Jest to miejsce, z którego wypływają źródła rzeki Stok dopływu Próchnicy. W źródłach płynie krystalicznie czysta i orzeźwiająca woda. Stok nazywany jest przez mieszkańców również Zielona lub po prostu Źródełkowa. Stok płynie przez całą Wolę Dużą. Do Stoku wpada jedna mała rzeczka o nazwie Sarni Pysk.
Najstarszym budynkiem w miejscowości, do roku 2015 (został poddany rozbiórce), była stara, XIX-wieczna drewniana chata, której dach pokryty był słomianą strzechą.

## Szlaki turystyczne
- Szlak Roztoczański

Szlak pieszy, trasa: Zwierzyniec – Panasówka – Trzęsiny – kamieniołomy Żelebsko – Hedwiżyn – Wola Duża – Biłgoraj – Stary Bidaczów
- Szlak Wzgórze Polak – pogranicze regionów

Szlak rowerowy, trasa: Biłgoraj – Rapy Dylańskie – Żelebsko – Trzęsiny – Lipowiec – Wzgórze Polak – Tereszpol – Wola Duża – Biłgoraj